# Les Assassins de l'ordre
Pour plus de détails, voir Fiche technique et Distribution.
Les Assassins de l'ordre est un film de procès dramatique italo-français réalisé par Marcel Carné sorti en 1971. Il s'agit de l'adaptation cinématographique d'un roman de Jean Laborde (1918-2007), écrivain et chroniqueur judiciaire durant les années 1950-1970, paru aux éditions Plon en 1970.

## Synopsis
L'action se déroule dans une petite ville près de Marseille, la semaine de Noël. Un ancien repris de justice repenti, père de famille travaille comme mécanicien dans un garage. Un matin, il est réveillé aux aurores par deux policiers de façon musclée. Ceux-ci l'accusent d'être l'auteur d'un « casse » au chalumeau, survenu la nuit même chez son employeur. Ils se fondent sur les empreintes digitales et, surtout, sur le fait qu'il a été condamné cinq ans auparavant pour une affaire similaire. Ils l'emmènent au commissariat, d'où il ressortira à treize heures, soit quelques heures plus tard, mais pour être conduit à la morgue. Sa veuve porte alors plainte.
Le juge d'instruction Bernard Level (Jacques Brel) est chargé du dossier. Celui-ci vit seul avec son fils, un étudiant préparant l'agrégation et participant de temps à autre à l'agitation gauchiste dans son lycée. Tous deux devaient partir le soir même aux sports d'hiver, mais le magistrat doit annuler son départ. En lui confiant l'affaire qu'il est requis de "gérer au mieux", le Procureur de la République lui conseille d'être prudent et de ne pas oublier « que la police est la meilleure alliée de la Justice ».
Le juge reçoit le rapport du médecin légiste qui est formel : le suspect est mort de nombreux coups et blessures. Le juge commence l'instruction. Il comprend vite que la police couvre les inspecteurs impliqués. Il constate non seulement que les témoins ont été intimidés, mais qu'il y a aussi eu dissimulation d'un témoin : une prostituée que les policiers ont « éloignée » de la ville. Les inspecteurs vont même jusqu'à menacer la veuve. Plus tard, différentes manœuvres sont exercées sur son fils, puis sur sa maîtresse, pour l'influencer.
Le juge se retrouve au milieu d'un affrontement qui dépasse l'affaire. D'un côté, on fait pression sur lui, pour qu'il évite par principe de condamner des policiers. Les chefs de la police, tout comme l'avocat des deux inspecteurs, lui demandent de conclure qu'il s'est agi d'un malheureux accident, et d'accorder un non-lieu. D'un autre côté, des agitateurs se sont emparés de l'affaire. Ceux-ci aussi sont moins motivés par la recherche de la vérité que par le moyen qu'ils ont trouvé pour exprimer leur « haine du flic ». Ils organisent des distributions de tracts et des manifestations, qui tournent parfois à l'émeute.
Le juge d'instruction ne baisse pas les bras dans sa quête de la vérité. Il parvient à inculper les policiers, ces « assassins de l'ordre ». Ils seront jugés en Cour d'assises. Mais les deux policiers finissent par être acquittés, non seulement en conséquence des pressions évidentes exercées sur les témoins et de l'habileté du ténor du barreau qui défend les policiers, mais surtout à cause de la passivité inattendue de l'avocat de la veuve. En fait, avant le procès, il s'est vu offrir, par le grand avocat de la partie adverse, de remplacer un de ses collaborateurs parti fonder sa propre étude à Lyon.

## Fiche technique
- Titre : Les Assassins de l'ordre
- Réalisation : Marcel Carné (assisté de Paul Feyder et Antoine Jacquet)
- Scénario (adaptation) : Marcel Carné et Paul Andréota
- Dialogues : Paul Andréota
- Directeur de la photographie : Jean Badal
- Montage : Henri Rust
- Son : René Longuet
- Décors : Rino Mondellini (en)
- Musique : Pierre Henry et Michel Colombier
- Producteur délégué : Michel Ardan
- Directeur de production : Jean Kerchner
- Société de production : Les Productions Belles Rives et West Film
- Pays de production :  France et  Italie
- Société de Distribution : LCJ Éditions et Productions
- Format : 35 mm couleur (Eastmancolor) - Ratio : 1,66:1
- Genre : drame
- Durée : 110 minutes
- Dates de sortie : 
  - France : 7 mai 1971 dans les salles de la Paramount Pictures
  - Italie : 30 septembre 1971

## Distribution
- Jacques Brel : le juge d'instruction Bernard Level
- Didier Haudepin : le fils du juge
- Paola Pitagora : Laura, la maîtresse du juge Level
- Michael Lonsdale : le commissaire Bertrand
- François Cadet : l'inspecteur Rabut
- Serge Sauvion : l'inspecteur Bonetti
- Pierre Maguelon : le planton du commissariat
- Charles Denner : maître Graziani, avocat des policiers
- Catherine Rouvel : Danielle Lebègue, une prostituée
- Harry-Max : le greffier secrétaire du juge Level
- Françoise Giret : Geneviève Saugeat, l'épouse de la victime
- Roland Lesaffre : Michel Saugeat, la victime
- Boby Lapointe : Louis Casso, un cafetier, témoin
- Henri Nassiet : le président du tribunal
- Luc Ponette : Maître Rivette, avocat de Mme Saugeat
- Jean-Roger Caussimon : Lagache, le commissaire divisionnaire
- Marius Laurey : Un prisonnier au commissariat
- Jacques Legras : l'inspecteur, au magasin de Laura
- Lucien Barjon : Ernest Mauvoisins, le clochard
- Jean Franval : Sabatier, le médecin légiste (non crédité)
- René Lefèvre-Bel : l'avocat général (non crédité)
- Charles Bayard : un assesseur (non crédité)
- Luc Merenda : Marco, le souteneur de Danielle Lebègue (non crédité)
- Marc Arian : un journaliste (non crédité)
- Maurice Favières : le speaker (non crédité)
- Jean Panisse : le pompiste (non crédité)
- Katia Tchenko : l'assistante de maître Graziani (non créditée)
- Tania Busselier (arz) : une étudiante au « saloon » (non créditée)

## Distinction
- Festival de Moscou 1971 : Prix des Spectateurs
- Sélection à la Mostra de Venise 1971[1]

## Autour du film
- Le réalisateur dévoile dans ses mémoires, Ma vie à belles dents qui avait fait beaucoup de bruit à sa première publication en 1975, toutes les difficultés qu'il a rencontrées à cause des pressions qu'on lui a fait subir pour tenter de le décourager de tourner ce film, ainsi que le silence médiatique et critique imposé autour de celui-ci : il n'a bénéficié de pratiquement aucune promotion et sa sortie en salle fut anormalement limitée en France. Ce film a également été très peu rediffusé à la télévision, comparé à d'autres. Selon Carné, tout a été fait pour qu'il passe inaperçu. Par conséquent, malgré un casting rassemblant plusieurs célébrités de l'époque, le film n'a rencontré qu'un succès restreint, bien qu'il y soit question d'un sujet brûlant. À l'étranger en revanche, il a reçu de très bonnes critiques et même quelques récompenses[2].
- L'auteur du livre dont est tiré le scénario, Jean Laborde, fut chroniqueur judiciaire à France-Soir et à L'Aurore, entre les années 1964 et 1978. Il connaissait donc de près le système judiciaire français, de l'inculpation à la condamnation. Il couvrit entre autres, les célèbres affaires Marie Besnard et Dominici.
- Le roman de Jean Laborde et donc le film de Marcel Carné sont directement inspirés d'une affaire réelle qui se déroula en février 1946 : "L'affaire des policiers de Bordeaux" à laquelle Denis Langlois a consacré une quarantaine de pages de son livre "Les Dossiers noirs de la police française" paru en février 1971. On y note des différences importantes avec le film de Carné : en fait, le juge d'instruction, loin de résister courageusement aux pressions et d'inculper les policiers, prit rapidement une ordonnance de non-lieu. C'est la Chambre d'accusation qui renvoya les policiers devant la Cour d'assises de la Gironde où ils ne furent jugés qu'en avril 1954, soit huit ans après les faits, et acquittés[3].

## Restauration en HD 4K
Le film est restauré en 4K à l'initiative de LCJ Éditions et Productions en 2016 (avec le soutien du CNC) par les laboratoires Eclair suivi d'une numérisation.